# Hans Ulrich Fisch

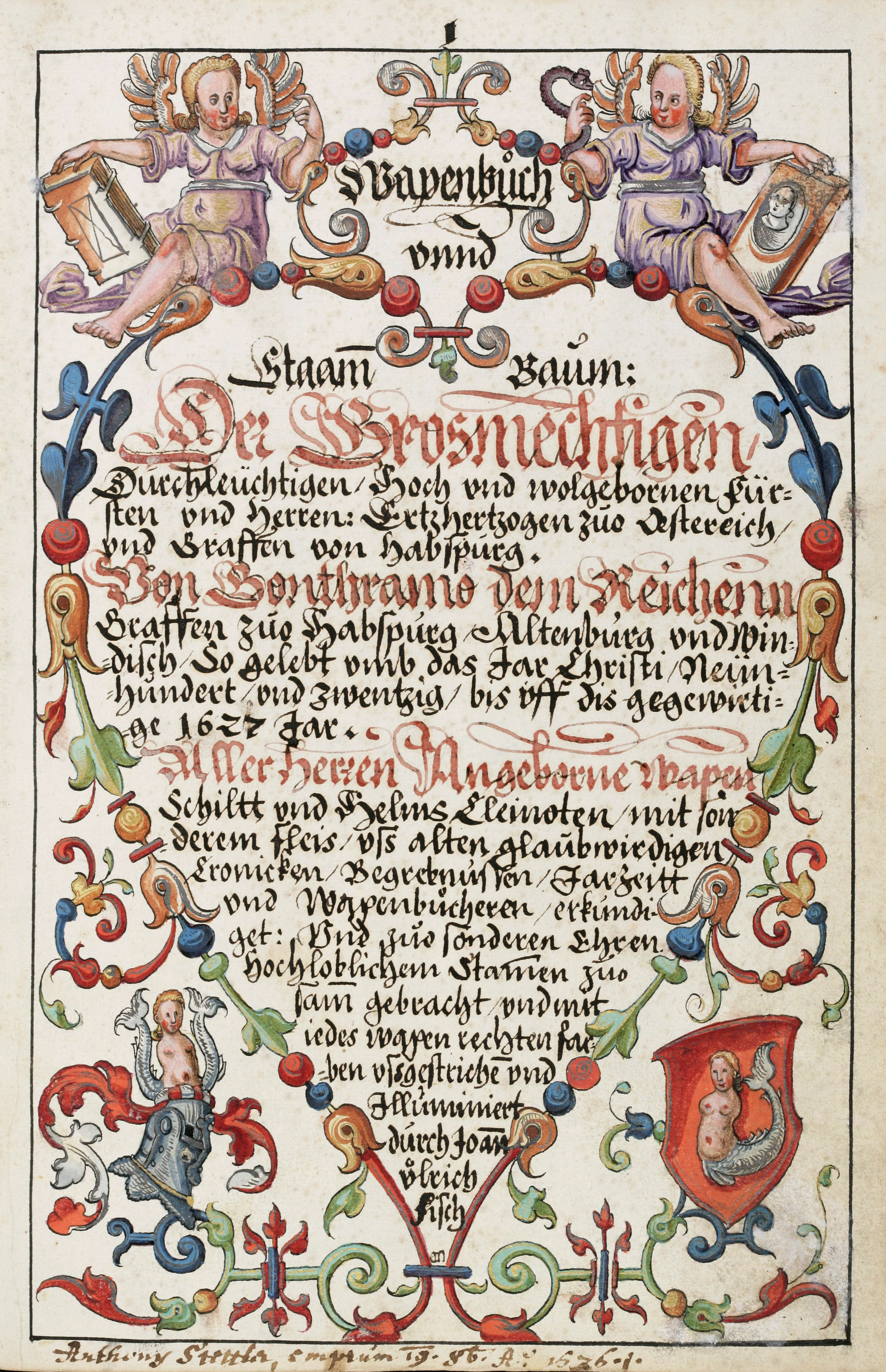
Titelblatt des Wappenbuchs von 1627, mit dem Wappen des Hans Ulrich Fisch (rechts unten)

Hans Ulrich Fisch (* 1583; † 1647 in Aarau), auch Hans Ulrich I Fisch, war ein Schweizer Glasmaler und Buchillustrator. Daneben hatte er auch einige politische Ämter inne.

## Leben
Hans Ulrich Fisch, der oft den Zunahme von Stein trägt, ist der Sohn von Johannes Fisch und der Margareta Saxer. Die Familie stammt aus dem appenzellischen Stein, liess sich aber in Brugg nieder, zog danach nach Aarau, wo sie schliesslich auch das Bürgerrecht erhielt. Hans Ulrich wurde 1623 Burger von Aarau und 1624 Grossweibel. Im Jahr 1633 wurde er in den kleinen Rat von Aarau berufen, wo er verschiedene Ämter innehatte. Im Jahr 1644 wurde er zum Stadtschreiber von Aarau ernannt. Er gehörte der reformierten Konfession an.
Seine erste Frau Adelheid Engelhard verstarb 1615 und hinterliess ihm vier Söhne. Darunter waren zwei, die ihm ins Glasmalereigewerbe folgten, Hans Baltasar Fisch (1608–1656) und Hans Ulrich II Fisch (1613–1644). Er ging eine zweite Ehe mit Ester Schach ein. Hans Ulrich III Fisch (1648–1701) ist sein Enkel.

## Werke

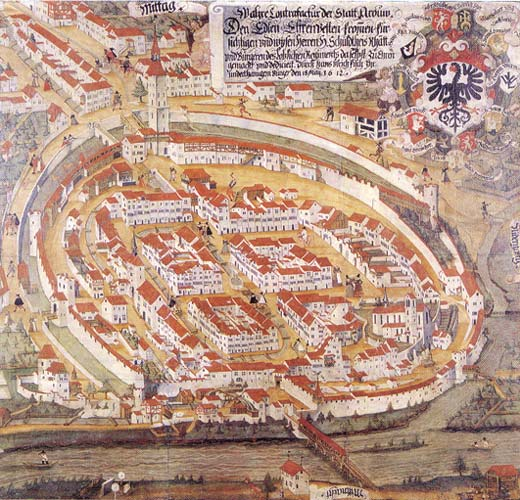
Ansicht von Aarau, 1612

Hans Ulrich Fisch war ein vielbegabter Künstler. So war er als Glasmaler, Scheibenreisser, Heraldiker, Topograf und Buchillustrator tätig. Trotz seines reformierten Glaubens erhielt er Aufträge von katholischen Institutionen.
Eine Auswahl seiner Werke:
- Stadtvedute (1612) für den Rathaussaal von Aarau, wo sie noch heute hängt.
- Werkgruppe im Kloster Wettingen.
- Achtteiliger Standeszyklus (1622) in der reformierten Kirche von Gontenschwil.
- Wapenbůch unnd Stamm Baum: Der grosmechtigen durchleüchtigen, hoch und wolgebornen Fürsten und Herren: Ertzhertzogen zuo Oestereich und Graffen von Habspurg. Und zůo sonderen Ehren hochloblichem Stammen zuo samm gebracht und mit iedes wapen rechten farben usgestrichen und jlluminiert durch Joann Ůlrich Fisch. Aarau 1627 (Wappenbuch des Hans Ulrich Fisch, 141 Blätter, 31,5 × 19,5 cm).[2]

Das Bernische Historische Museum (Sammlung Wyss) bewahrt rund 50 Scheibenrisse von Hans Ulrich Fisch.